# Monteleone Rocca Doria
Monteleone Rocca Doria (sardinski: Monteleòne) je grad i općina (comune) u pokrajini Sassariju u regiji Sardiniji, Italija. Nalazi se na nadmorskoj visini od 368 metara i ima 102 stanovnika.
 Prostire se na 13,39 km². Gustoća naseljenosti je 8 st/km².
Susjedne općine su: Padria, Romana i Villanova Monteleone.